# Bobby Womack
Pour les articles homonymes, voir Womack.
Robert Dwayne Womack, né le 4 mars 1944 à Cleveland (États-Unis) et mort le 27 juin 2014 à Tarzana, à Los Angeles (États-Unis), est un chanteur, guitariste et compositeur américain de soul et de R&B.

## Biographie
Fils d'un métallurgiste, Bobby chante dès son plus jeune âge avec ses cinq frères dans un groupe de gospel monté par ses parents et qui joue dans les églises de la région de Cleveland. Le groupe se fait appeler Womack Brothers lorsqu'il enregistre un 45 tours en 1954, puis change de nom pour s'appeler The Valentinos. Sam Cooke les repère et les fait signer sur son propre label, SAR. The Valentinos se séparent à la fin des sixties, laissant notamment une chanson It's All Over Now, dont la reprise par les Rolling Stones va obtenir un succès mondial en 1964.
Moins de trois mois après la mort de Sam Cooke, Bobby Womack se marie avec sa veuve Barbara. Leur mariage prend fin quand elle découvre qu'il a une liaison avec la fille de Sam Cooke, qui n'a que 17 ans.
Il travaille comme musicien de studio et compositeur à Memphis, où il collabore entre autres avec Aretha Franklin et Wilson Pickett.
Sa carrière solo commence véritablement en 1968 et continue malgré des problèmes de santé liés à son addiction à la cocaïne durant les années 1980.
Le 2 janvier 2012, il annonce à la presse qu'il est atteint de la maladie d'Alzheimer ; il avoue ne pas se souvenir des paroles de ses chansons ni du nom de ses collaborateurs.
Il meurt de cette maladie ainsi que d'un cancer du côlon, le 27 juin 2014 à Tarzana, à Los Angeles, à l'âge de 70 ans. Il est inhumé au Forest Lawn Memorial Park (Glendale).

## Discographie sélective
- Fly Me to the Moon (1968)
- What Is This b/w What You Gonna Do (When Your Love Is Gone) (1969)
- California Dreamin' (1969)
- How I Miss You Baby b/w Tried and Convicted (1969)
- My Prescription (1970)
- More Than I Can Stand b/w Arkansas State Prison (1970)
- Everybody's Talkin' b/w Something (1970)
- Understanding (1972)
- Across 110th Street b/w Hang On In There (1972)
- Safety Zone (1975)
- Daylight b/w Trust Me (1976)
- BW Goes C&W (1976)
- The Poet (1981)
- The Poet II (1984)
- So Many Rivers (1985)
- Midnight Mover: The Bobby Womack Collection (1993)
- Please Forgive My Heart (2012)
- The Bravest Man In The Universe (2012)

## Réutilisation des œuvres de Bobby Womack

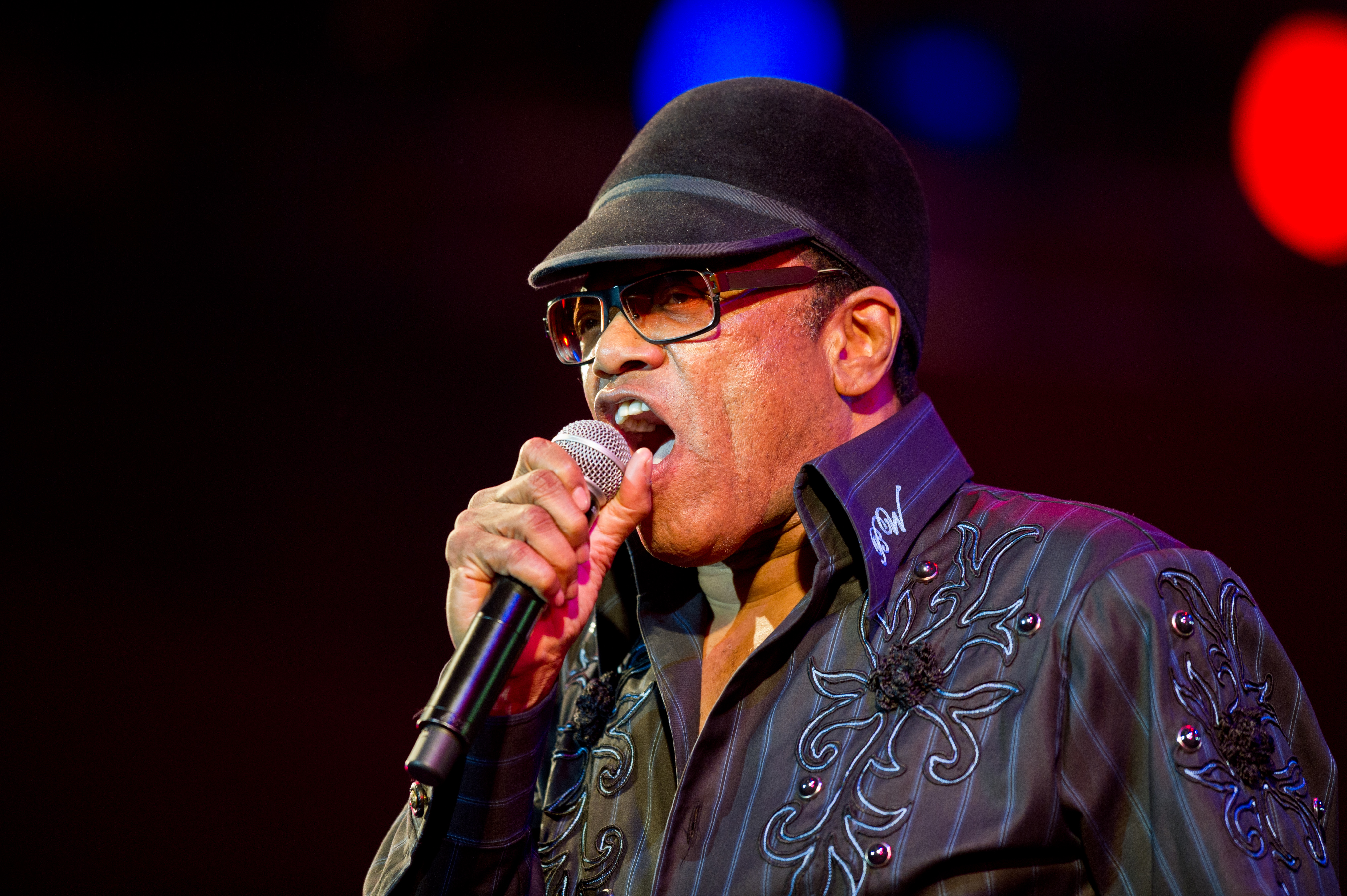
Bobby Womack sur scène au festival Rockslide, 2010

La chanson Across 110th Street est tirée du film du même nom, sorti en 1972 ; film connu en français sous le nom de Meurtres dans la 110e rue (par traduction, on obtient De l'autre côté de la 110e rue). Elle est reprise pour les scènes d'ouverture et de fermeture du film Jackie Brown de Quentin Tarantino, sorti en 1997. Elle est également présente sur la bande originale du film American Gangster de Ridley Scott.
La version de Womack de California Dreamin' est un titre essentiel dans l'intrigue du film Fish Tank d'Andrea Arnold.
La chanson Wait Until Tonight du rappeur 50 Cent est une reprise de If You Think You're Lonely Now de Bobby Womack.

## Participations
- 1971 : Rita Coolidge de Rita Coolidge, guitare sur Crazy Love
- 1990 : Spirits Dancing in the Flesh de Santana, chant
- 2010 : Plastic Beach de Gorillaz et Mos Def sur Stylo, Cloud Of Unknowing
- 2010 : Bobby in Phoenix avec Gorillaz, sur l'album The Fall